# 菊地ヒロユキ
菊地 ヒロユキ（きくち ヒロユキ、本名：菊地 裕之（読み同じ）、1958年 - ）は日本の振付師。所属は株式会社HK-グラウンド、又代表取締役でもある。

## 経歴
日本大学芸術学部・演劇学科卒業、在学中はミュージカル研究会で演劇の基礎を学ぶ。卒業後、振付師の西条満に師事し株式会社ダンシング・オフィス西条に入社。西条の元で音楽番組、コンサート、舞台、CM等に携わり振り付けダンスの基礎を学び自らも経験し実績を作る。
2003年株式会社ダンシング・オフィス西条を退社。2006年株式会社HK-グラウンドを設立する。独立後もソロの振付師としてプロダクションやモデルスクールでの育成にも携わっている。
。

## エピソード
- 西条満がスクールメイツの講師であったことから菊地自身もスクールメイツの振り付けを担当することもある。
- 振付師の三浦亨とは西条満の兄弟弟子関係にあたる。
- ヤングスタジオ101（NHK総合）ではオープニングVTRでダンサーとして出演披露していた。

### 専属ダンサー
- 自身がプロデュースするダンサーには「HKグラウンド」という名称が付けられて、NHKを初めとする歌番組に出演している。またダンサーの人数や構成は多種多様である。

## コンサート・座長公演、振付担当
- 黒木瞳　25周年「muse more ＆ talking dance」
- 氷川きよし　横浜アリーナコンサート
- 氷川きよし「KIYOSHI この夜」
- 五木ひろし　歌舞伎座公演（国立劇場、新宿コマ劇場、御園座）
- 由紀さおり「Radio Days 1969」「あしたへ」
- 松田聖子　「Very Very」
- 長山洋子　30周年記念コンサート　　他[2]
- 酒井法子　（2016年9月22日、ディファ有明 ）30周年コンサート

## テレビ番組、振付担当
- 「NHK紅白歌合戦」（NHK）
- 「NHK思い出のメロディー」（NHK総合）
- 「家族で選ぶにっぽんの歌」（NHK総合）
- 「日本レコード大賞」（TBS）
- 「アイドルオンステージ」（NHK BS2）
- 「天才てれびくん」（NHK Eテレ）
- 「NHK歌謡コンサート」（NHK総合）
- 「ヤングスタジオ101」（NHK総合）
- 「ミュージック・フェア」（フジテレビ）
- 「夜のヒットスタジオ」（フジテレビ）※西条満の補佐として
- 「BS日本のうた」「新・BS日本のうた」（NHK BSプレミアム）　　他[3]
- 「うたコン」（NHK総合）
- 「人生、歌がある」（BS朝日 / P&D）